# Ángel de Oro
Miguel Ángel Chávez Velasco (né le 8 août 1988 à Torreón) plus connu sous le nom de ring d'Ángel de Oro est un catcheur (lutteur professionnel) mexicain. Il travaille au Consejo Mundial de Lucha Libre.

## Carrière

### Consejo Mundial de Lucha Libre (2008-...)
Le 1er janvier 2011, Angel de Oro défait 14 concurrents dans un torneo cibernetico pour remporter le titre de Rey del Aire 2011.
En vertu d’être Mexican National Trios Champions Ángel de Oro a été l' un des 16 champions qui ont participé au CMLL Universal Championship 2011 Tournament, mais il perd dans son match de premier tour contre La Sombra.
Le 28 octobre 2014, il bat Rey Escorpión et remporte le CMLL World Light Heavyweight Championship.
Le 8 avril 2016, il perd son titre contre La Máscara après 528 jours de règne.

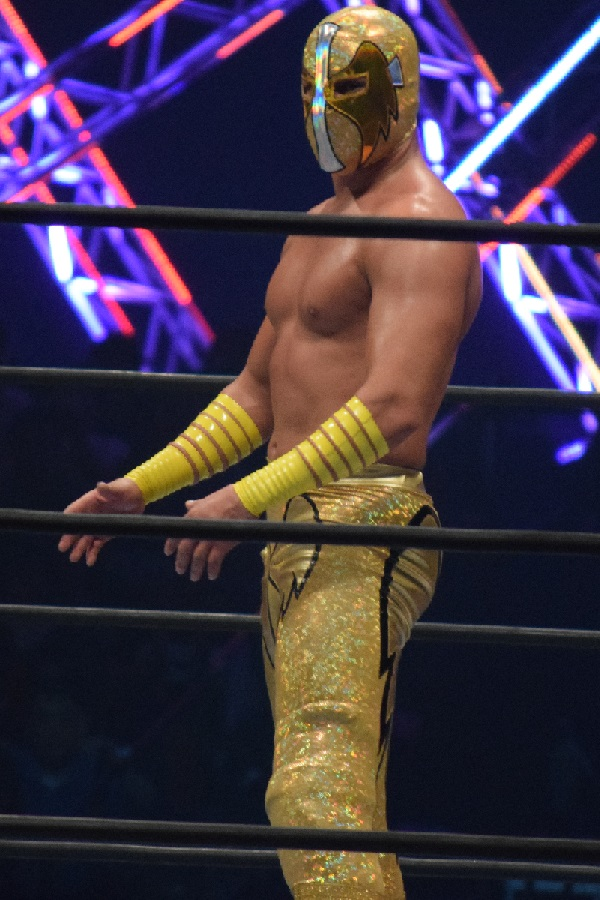
Ángel de Oro en Novembre 2016

#### Los Nuevos Ingobernables (2021-...)
Le 24 mars, lui et El Terrible apparaissent lors d'un show d'information YouTube régulier de la CMLL et annonce la création d'une nouvelle faction du nom de Los Nuevos Ingobernables aux côtés de Niebla Roja,.
Le 24 avril, lui et El Terrible perdent contre Alianza de Plata y Oro (Carístico et Místico) et ne remportent pas les CMLL World Tag Team Championship,.
Le 23 janvier 2022, lui et Niebla Roja battent Titan et Volador Jr. et remportent les CMLL World Tag Team Championship.

### New Japan Pro Wrestling (2012-...)
Le 27 mai 2012, il est invité à participer au Best of the Super Juniors 2012 de la New Japan Pro Wrestling qui se tient de fin mai à Juin. Il s'offre des succès de prestige en battant Taichi, Gedo, Jushin Thunder Liger, PAC et il s'incline face à Prince Devitt, Bushi, Rocky Romero et Kushida,.
Le 21 octobre 2016, il retourne à la New Japan pour participer en compagnie de Titan au Super Jr. Tag Tournament 2016, cependant, l'équipe a été éliminé du tournoi dès le premier tour par Roppongi Vice (Baretta et Rocky Romero). Lors de Power Struggle 2016, lui, Fuego, Ryusuke Taguchi et Titan perdent contre David Finlay, Jushin Thunder Liger, Ricochet et Tiger Mask.

## Palmarès
- Consejo Mundial de Lucha Libre
  - 1 fois CMLL World Light Heavyweight Championship
  - 1 fois CMLL World Middleweight Championship
  - 1 fois CMLL World Tag Team Championship avec Niebla Roja (actuel)
  - 1 fois Mexican National Trios Championship avec Diamante et Rush
  - Forjando un Ídolo (2011)
  - Mexican National Trios Championship #1 Contender's Tournament (2011)
  - Reyes del Aire (2011, 2012)
  - CMLL Newcomer of the Year (2009)[16]
  - CMLL "Revelation" of the Year (2010)

- Pro Wrestling Illustrated
  - Classé 159e des 500 meilleurs catcheurs en 2015[17]

- SuperLuchas Magazine
  - Newcomer of the Year (2009)

### Résultats des matchs à enjeu (Luchas de apuestas)
| # | Vainqueur (enjeu)                     | Perdant (enjeu)                                                 | Date            | Lieu   | Notes                                 |
| - | ------------------------------------- | --------------------------------------------------------------- | --------------- | ------ | ------------------------------------- |
| 1 | Ángel de Oro (masque)                 | Fabián el Gitano (masque)                                       | 18 juillet 2010 | Mexico | Au cours de Infierno en el Ring       |
| 2 | El Cuatrero (masque)                  | Ángel de Oro (Masque)                                           | 16 mars 2018    | Mexico | Au cours de Homenaje a Dos Leyendas   |
| 3 | Ángel de Oro et Niebla Roja (cheveux) | Los Ingobernables (El Terrible et La Bestia del Ring) (cheveux) | 15 mars 2019    | Mexico | Au cours de Homenaje a Dos Leyendas,. |

## Récompenses des magazines
- Pro Wrestling Illustrated

| Année | 2015 | 2016       | 2017 | 2018 à 2021 | 2022 | 2023       | 2024 |
| ----- | ---- | ---------- | ---- | ----------- | ---- | ---------- | ---- |
| Rang  | 159  | Non classé | 303  | Non classé  | 113  | Non classé | 188  |